# Kollerua radhakrishnai
Kollerua radhakrishnai is een eenoogkreeftjessoort uit de familie van de Cletodidae. De wetenschappelijke naam van de soort is voor het eerst geldig gepubliceerd in 1979 door Reddy.